# Tadeusz Strulak
Tadeusz Strulak (ur. 10 lipca 1932 w Warszawie) – polski urzędnik i dyplomata, ambasador przy Biurze ONZ w Wiedniu i w Libanie (1997–1999).

## Życiorys
Lata okupacji wojennej spędził w Warszawie. Po wojnie ukończył Szkołę Główną Służby Zagranicznej (1956). Potem został przyjęty do Ministerstwa Spraw Zagranicznych. Przebywał m.in. w Międzynarodowej Komisji Nadzoru i Kontroli w Wietnamie w 1955, w Dżakarcie (1958–1960), Nowym Delhi (1961–1965), Ankarze (1968–1969), Stałym Przedstawicielstwie przy ONZ w Nowym Jorku, gdzie był jednocześnie przedstawicielem Polski w Komitecie Dekolonizacji ONZ (1969–1972), przedstawiciel przy Międzynarodowej Agencji Energii Atomowej. Przewodniczący delegacji polskiej na wiedeńskie rokowania rozbrojeniowe (1974–1975, 1977–1981, 1987–1989). Wicedyrektor departamentów: studiów i planowania (1975–1977) oraz międzynarodowych organizacji (1982–1986). Ambasador przy Biurze ONZ i innych organizacjach międzynarodowych w Wiedniu (1987–1990), członek Rady Konsultatywnej do spraw Rozbrojenia przy Sekretarzu Generalnym ONZ (1983–1991), doradca, a następnie starszy doradca ministra w Departamencie Systemu NZ, szef zespołu nieproliferacji i kontroli eksportu (1991–1997). Od 1997 do 1999 ambasador RP w Libanie. Członek PZPR od 1960 roku.
Mieszkaniec Konstancina-Jeziorny.
Według materiałów zgromadzonych w archiwum Instytutu Pamięci Narodowej był w latach 1955-1969 zarejestrowany jako kontakt informacyjny  Służby Bezpieczeństwa PRL o pseudonimie „Ganges” i „Leon”.

## Odznaczenia
- Krzyż Kawalerski Orderu Odrodzenia Polski
- Złoty Krzyż Zasługi
- Srebrny Medal „Za zasługi dla obronności kraju”
- Brązowy Medal „Za zasługi dla obronności kraju”
- Odznaka „Zasłużony Pracownik Służby Dyplomatyczno-Konsularnej”

Źródło